# دهستان گورک سردشت
گورک سردشت دهستانی از توابع بخش ربط شهرستان سردشت در استان آذربایجان غربی ایران است.

## جمعیت
براساس سرشماری سال ۱۳۹۵ جمعیت آن ۶۱۲۵ نفر (۱۴۶۳ خانوار) بوده‌است.